# Ingeborg Skeel
Ingeborg Skeel (ca. 1545 – 17.10.1604) til Voergaard, Ullerup, Drastrup, Gårdbogård, Rævkærgård, Bangsbo, Knivholt og Dybvad. Godsejer på Voergaard i Voer Sogn i Hjørring amt af slægten Skeel.
Hun havde fra 1580 Sejlstrup Len og fra 1586 Amtofte Len og Strekhals Len. Hun opførte den prægtige hovedbygning på Voergaard og skal omkring 1560 have bekostet kalkmalerierne i Skæve Kirke.

## Biografi
Hendes forældre var godsejer Niels Skeel (1480-1561) og Karen Globsdatter Krabbe (-1586) til Nygård ved Vejle og Vinderslevgård. Hun havde to søskende:
- Hans Skeel (1530 - 1565) faldt ved Axtorna i 1565 og blev begravet i Viborg Domkirke.
- Dorte Skeel (1547 - 1578)[1][2] blev gift i 1576 i Nyborg med Glob (Lucas) Krabbe til Åstrup og døde i barselsseng.

Ingeborg Skeel blev som 15-årig gift 31. august 1560 hjemme på Nygård med godsejer Otte Eriksen Banner til Asdal og Bangsbo, søn af rigsmarsk Erik Eriksen Banner og Mette Rosenkrantz, i kongens nærværelse.
Hun kom dermed til Vendsyssel. Her udfoldede hun sine mange aktiviteter, især efter at hun og hendes mor, Karen Krabbe, 1578 erhvervede det tidligere bispegods Voergaard med ikke mindre end 157 fæstegårde fra kronen, mod at afstå Nygård med tilliggende gods. Hertil kom yderligere 125 gårde ved et nyt mageskifte med kronen året efter, altså et samlet godskompleks på knap 300 gårde. Hovedparten af godset lå i Voergaards nærmeste omegn, hvilket var baggrunden for, at mor og datter allerede samme år som det første mageskifte fik birkeret i Voer, Albæk og Skæve sogne, dvs. at de tre sogne udskiltes som en selvstændig retskreds.
Kort før sin død testamenterede hun midler til Sæby hospital og 2000 rigsdaler til Aalborg latinske Skole, men testamentet var ikke signeret med hendes signetring mv. Hendes arvinger undlod at udføre gaven, og myndighederne afviste at gøre noget.

## Eftermæle
Selv om Ingeborg Skeel var en godgørende frue, blev hun som så mange andre stærke renæssancekvinder i danmarkshistorien af sin samtid kædet sammen med rygter om hekseri, ondskabsfuldhed og ledtog med djævelen. Men Ingeborg Skeel var en yderst dygtig og foretagsom forretningskvinde, og at hun tilmed var hjælpsom og godgørende over for egnens fattige folk.  Hun stiftede bl.a. et hospital i Sæby. Hun ydede løbende økonomisk hjælp til hospitalet og afholdt bryllupper for flere unge kvinder i sin tid på Voergaard. Den initiativrige Ingeborg Skeel virkede højst sandsynligt en anelse for driftig på almuen, og derfor har vi i dag de historier, der ikke har bund i virkeligheden.
Hun skulle bl.a. have pisket sin og Otte Banners første søn til døde. Voergaards bygmester skulle hun have skubbet i voldgraven, så han druknede. Flere tjenestepiger skulle være mishandlet, og en karl, som blev taget i at stjæle brænde i Skeels skove, fik angiveligt hugget sine arme af. Børn der samlede korn på markerne fik ifølge rygterne fingrene klippet af.
Rygterne fortæller ligeledes, at det berømte hundehul på Voergaard blev flittigt brugt i Ingeborg Skeels tid. Hundehullet er et mørkt, vådt og meget lille fangehul i slottets kælder. Det er for lavt til, at man kan stå op og for kort til at strække benene ud i, man kan knapt nok sidde.
Under rundvisningen på Voergaard kan man ved selvsyn besigtige - og afprøve hundehullet.

## Spøgelse
Ingeborg Skeel hjemsøger stadig Voergaard som stedets "hvide dame". I Aage Welblunds bog Danske herregaards spøgelser (1948) oplyses, at hun for tiden er forhindret i at spøge, da hun efter sin død blev manet ned i en mose af tre præster. Gorm Benzon fortæller derimod i sin bog Gejster, genfærd og gespenster (1975), at Skeel "bevæger sig af sted uden på bygningen i højde med første sal. Dette er jo et underligt sted at vandre, men lidt af forklaringen kom, da de restaurerede gården, og opdagede, at der hvor genfærdet viste sig, var der en vægtergang."